# Alana Nichols

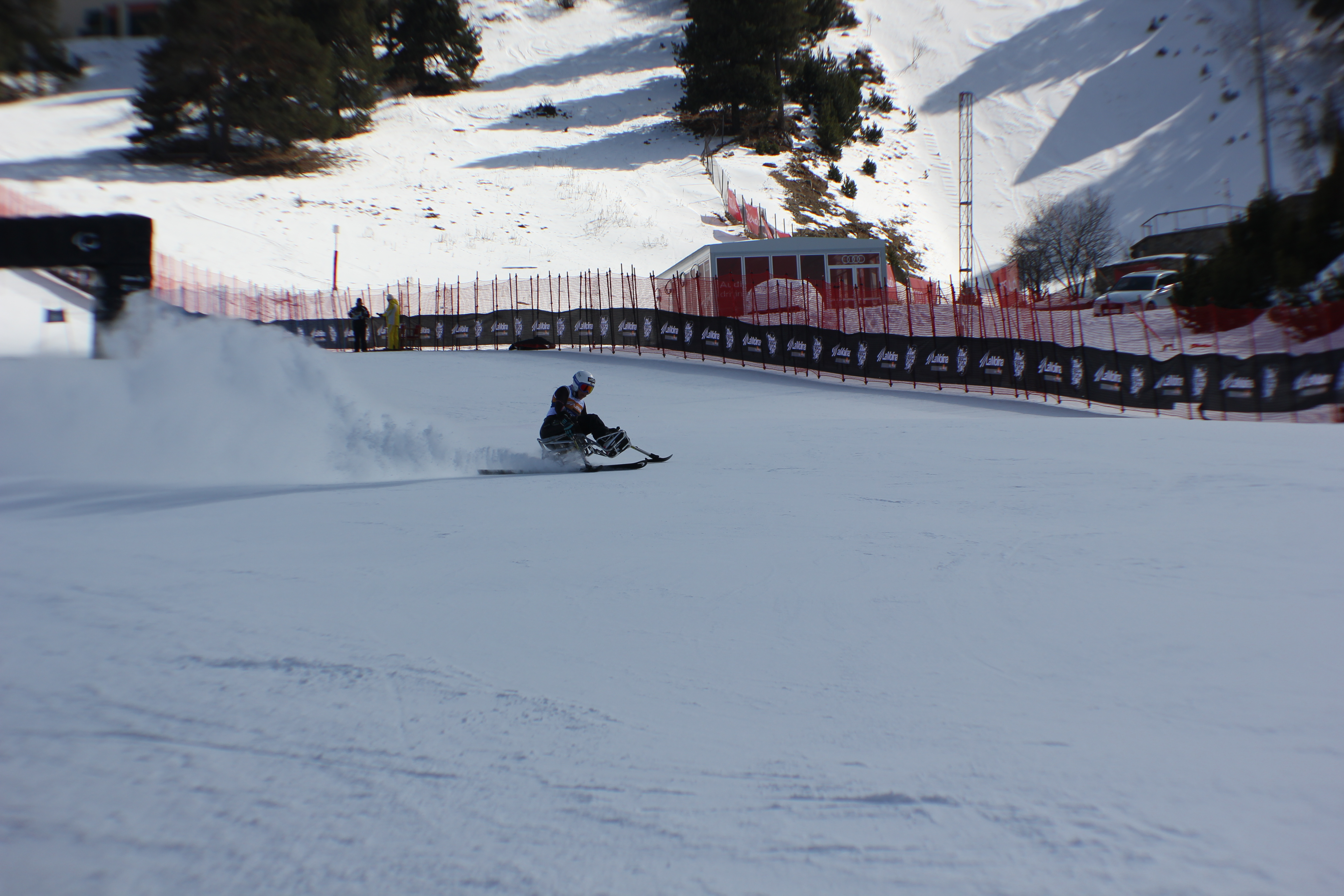
Campeonato Mundial Alpino IPC. Eslalon gigante femenino.

Alana Jane Nichols (nacida el 21 de marzo de 1983) es una jugadora de baloncesto en silla de ruedas y esquiadora paralímpica estadounidense.

## Biografía
Mientras crecía en Farmington, en el norte de Nuevo México, Nichols pasaba el invierno haciendo snowboard en Colorado. Durante uno de esos viajes en 2000, intentó dar la vuelta, pero giró en exceso y aterrizó de espaldas sobre una roca. La lesión posterior le rompió la vértebra T10 / 11 y la dejó paralizada de la cintura para abajo.
En 2002, se introdujo en el baloncesto en silla de ruedas y rápidamente se destacó en el deporte. Recibió una beca para jugar con la Universidad de Arizona, donde estudió educación. Después de servir como suplente para el equipo femenino de EE. UU. en los Juegos Paralímpicos de Verano de 2004 en Atenas, fue nombrada miembro del equipo nacional en 2005 y ayudó al equipo a ganar una medalla de plata en el Campeonato Mundial de Baloncesto en Silla de Ruedas 2006. Posteriormente asistió a la escuela de posgrado en la Universidad de Alabama, y finalmente se graduó con una maestría en quinesiología. Debutó como atleta paralímpica en los juegos de 2008 cuando, como parte del equipo femenino de EE. UU., ganó una medalla de oro en baloncesto en silla de ruedas en los juegos de Pekín.  
Un mes después de los Juegos Paralímpicos de 2008, se mudó de Alabama a Colorado para comenzar a entrenar en esquí alpino. Había intentado el esquí adaptativo en 2002, pero en ese momento decidió centrarse en el baloncesto. Después de ver los eventos de esquí en los Juegos Paralímpicos de Invierno 2006 y conocer sobre el Centro Nacional de Deportes para Discapacitados (NSCD) en Winter Park, Colorado, decidió seguir practicando el deporte tan pronto como se completaron los Juegos Paralímpicos de Verano 2008. Comenzó a practicar con el programa NSCD y mostró una rápida mejora. Su primera victoria se produjo en febrero de 2009 cuando venció a la medallista de oro paralímpica Laurie Stephens para tomar el primer lugar en un evento de la Copa de América del Norte en Kimberley, Columbia Británica. Ganó el evento de descenso y quedó en tercer lugar en el súper combinado en los Adaptive Nationals de EE. UU. Poco después, en marzo de 2010, completó su primera temporada de la Copa Mundial Alpina IPC con un primer lugar en descenso, segundo en súper combinado y tercero en súper-G. Más adelante compitió en los Juegos Paralímpicos de Invierno de 2010 en Vancouver, BC, Canadá, donde ganó dos medallas de oro, una medalla de plata y una medalla de bronce. Se colocó primera en descenso y Eslalon gigante, segunda en el súper G y tercera en el súper combinado. Nichols es la primera mujer estadounidense con medallas de oro en los juegos de verano e invierno.